# 證人
證人（英語：Witness），指案件相關的見證人，他們在刑事诉讼或民事訴訟中，提供證詞用來描述與案件或訴訟相關的資訊，包括時地人事，以協助司法審判之進行。由案件或訴訟相關的原告或被告或其辯護律師聲請傳喚，再由法院開出傳票，傳訊證人到庭作證。在一些刑事案件中，有時候會依證人是否坦白與其涉案程度，而有可能由原本的證人身分轉列被告。

## 各地情況

### 中華民國（臺灣）
- 除法律另有規定者之外，不問何人，對於他人之案件或訴訟，皆有為證人之義務。[1]

## 相關
- 污點證人
- 專家証人
- 偽證
- 偽證罪